# Francisco Máñez Sánchez
Francisco Máñez Sánchez (Cheste, 1888 - Zaragoza, 1969) fue un labrador, propietario de pequeñas tierras, conocido como esperantista.

## Biografía
Empezó a trabajar muy joven, después de morir su padre. Estudió esperanto de forma autodidacta, adhiriéndose al movimiento esperantista en 1907. Fue delegado de la Asociación Universal de Esperanto (UEA), miembro de la Unión General de Trabajadores (UGT) y afiliado socialista en Cheste desde 1918. Formó parte del comité de acogida para niños austríacos, que trajo hasta España 400 niños austríacos, después de la Primera Guerra Mundial. También fue representante en Cheste del Tribunal Tutelar de Niños Delincuentes.
Máñez compartía sus ideas a través de misivas que intercambiaba con otros esperantistas en el extranjero, utilizando la dirección del café que solía frecuentar en Cheste. Esta costumbre generó curiosidad entre los habitantes locales lo que resultó en la creación de un grupo esperantista, el grupo Esperanto Lumradio,  fundado en 1908. La comunidad de Cheste hizo esfuerzos por preservar y consolidar el Esperanto y su legado en el municipio, llegando a ser uno de los principales centros de difusión en Europa.
En 1928, Máñez recibió la Medalla del Trabajo en el VII Congreso Nacional de Esperanto celebrado en Sevilla. En 1936, fue elegido compromisario del PSOE por Valencia provincia para la elección del nuevo presidente de la Segunda República, Manuel Azaña. Durante la Guerra Civil Española, fue comisario del 228.º Batallón de la 57,ª Brigada Mixta y director de la Escuela de Comisarios del XXI Cuerpo de Ejército.
Tras la guerra, fue detenido y condenado a muerte en un Consejo de Guerra celebrado en Chiva en 1939, pero su sentencia fue conmutada por 30 años de reclusión. Estuvo en prisión en San Miguel de los Reyes hasta su libertad condicional en 1943. Posteriormente se trasladó a Zaragoza, donde falleció.[cita requerida]

## Legado
En 2023, su vida fue retratada en un libro escrito por José Vicente Castillo, titulado Una estrella verde en las trincheras - Autobiografía apócrifa de Francisco Máñez, editado por el Ayuntamiento de Cheste como parte de sus proyectos de Memoria Histórica.
En Cheste, hay tres calles dedicadas a esperantistas: la calle Doctor Zamenhof, la calle Esperantista Enrique Arnau y la calle Francisco Máñez.
En la década de 2020 el interés por la lengua persiste con la presencia de códigos QR en las calles para acceder a información relacionada con el Esperanto y la organización de eventos tales como exhibiciones y encuentros de lenguas. El folleto turístico de Cheste está escrito en Esperanto, reflejando la continuidad de esta lengua en la zona.